# Rundvågshetta
Rundvågshetta (norwegisch für Rundbuchtkopf) ist eine felsige und bis zu 160 m hohe Landspitze an der Küste des ostantarktischen Königin-Maud-Lands. Sie liegt am südwestlichen Rand der Bucht Rundvåg an der Südostküste der Lützow-Holm-Bucht.
Norwegische Kartografen, die auch ihre Benennung nach der Bucht Rundvåg vornahmen, kartierten sie anhand von Luftaufnahmen, die bei der Lars-Christensen-Expedition 1936/37 entstanden.